# 1575

## Esdeveniments
Països Catalans
Resta del món
- 16 de desembre - Valdivia (Capitania General de Xile): Terratrèmol de magnitud propera als 8,5 {\displaystyle M_{S}}, i posterior tsunami devastador.

## Naixements
Països Catalans
- 16 de juny, Olot: Benet Fontanella, 87è President de la Generalitat de Catalunya.
- 22 de juliol, Olot: Joan Pere Fontanella, jurista i polític català, conseller en cap durant la Guerra dels Segadors.

Resta del món
- 26 d'abril - Florència: Maria de Mèdici, reina consort de França i Navarra (1600 - 1610) i regent de França (1610 - 1617) (m. 1642).[1]
- El Pobo de Dueñas: Garcia Gil de Manrique y Maldonado 92è President de la Generalitat de Catalunya.[2]

## Necrològiques
Països Catalans
- 17 d'octubre - Tarragona: Gaspar Cervantes de Gaeta, arquebisbe de Tarragona i cardenal.

Resta del món
- Praga, Imperi Otomà: Mahmud Tardjuman, diplomàtic i historiador otomà d'origen alemany.